# Tylochromis lateralis
Tylochromis lateralis är en fiskart som först beskrevs av Boulenger, 1898.  Tylochromis lateralis ingår i släktet Tylochromis och familjen Cichlidae. IUCN kategoriserar arten globalt som livskraftig. Inga underarter finns listade i Catalogue of Life.